# Chanje
Chanje es una ciudad censal situada en el distrito de Raigad en el estado de Maharashtra (India). Su población es de 16714 habitantes (2011). Se encuentra a 20 km de Bombay y a 115 km de Pune.

## Demografía
Según el censo de 2011 la población de Chanje era de 16714 habitantes, de los cuales 8723 eran hombres y 7991 eran mujeres. Chanje tiene una tasa media de alfabetización del 81,06%, superior a la media estatal del 82,34%: la alfabetización masculina es del 87,57%, y la alfabetización femenina del 74,02%.